# Bảo tàng Ziemi Szprotawskiej
Bảo tàng Ziemi Szprotawskiej (tiếng Ba Lan: Museum of the Szprotawa Land), được thành lập năm 2000 bởi Towarzystwo Bory Dolnośląskie (tiếng Ba Lan: The Lower Silesia Deep Woods Appreciation Society). Đây là trung tâm địa phương dành cho các nghiên cứu lịch sử và khảo cổ liên quan đến Quận Szprotawa cũ, cho các thị trấn Szprotawa, Małomice, Przemków và Niegosławice. 

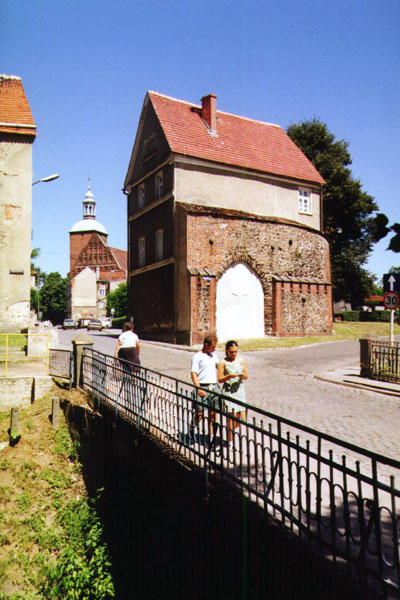
Bảo tàng Szprotawa Land nằm từ năm 2003 bên trong khu vực Brama Żagańska lịch sử, nơi đây bảo tồn của các công sự của thị trấn được nhân đôi thành một tòa nhà và một cánh cổng

Trong cấu trúc bảo tàng được bao gồm: khảo cổ học với lịch sử, lưu trữ, thiên nhiên và du lịch. Các triển lãm ổn định liên quan đến chung: Thời kỳ đồ đá, Thời đại đồ đồng, Thời trung cổ, Thời đại đồ sắt và Thời hiện đại (Người Đức và Liên Xô ở Szprotawa).
Các vật dụng triển lãm quan trọng nhất là:
- Một thanh kiếm kỳ dị từ thế kỷ 16
- Một biên niên sử vô danh của quận Szprotawa từ thế kỷ 18
- Một cái két của hồi môn từ thế kỷ 18
- Một quả bóng ném bom (đạn) từ thế kỷ 15
- Một số vại có niên đại từ thời tiền sử
- Bia mộ của Vogdt từ thế kỷ 18
- Súng máy hạng nặng từ sân bay quân sự Sprottau của Đức trong Thế chiến II.

Ngoài nhiệm vụ giáo dục, công việc quan trọng nhất của bảo tàng là tiến hành điều tra Bức tường Silesia, các công trình bằng đất chạy khá xa ở vùng nông thôn xung quanh, tàn dư đất của thị trấn kiên cố Chrobry, Flins, Lâu đài Sprottau và Trận Primkenau năm 1015.

## Hình ảnh

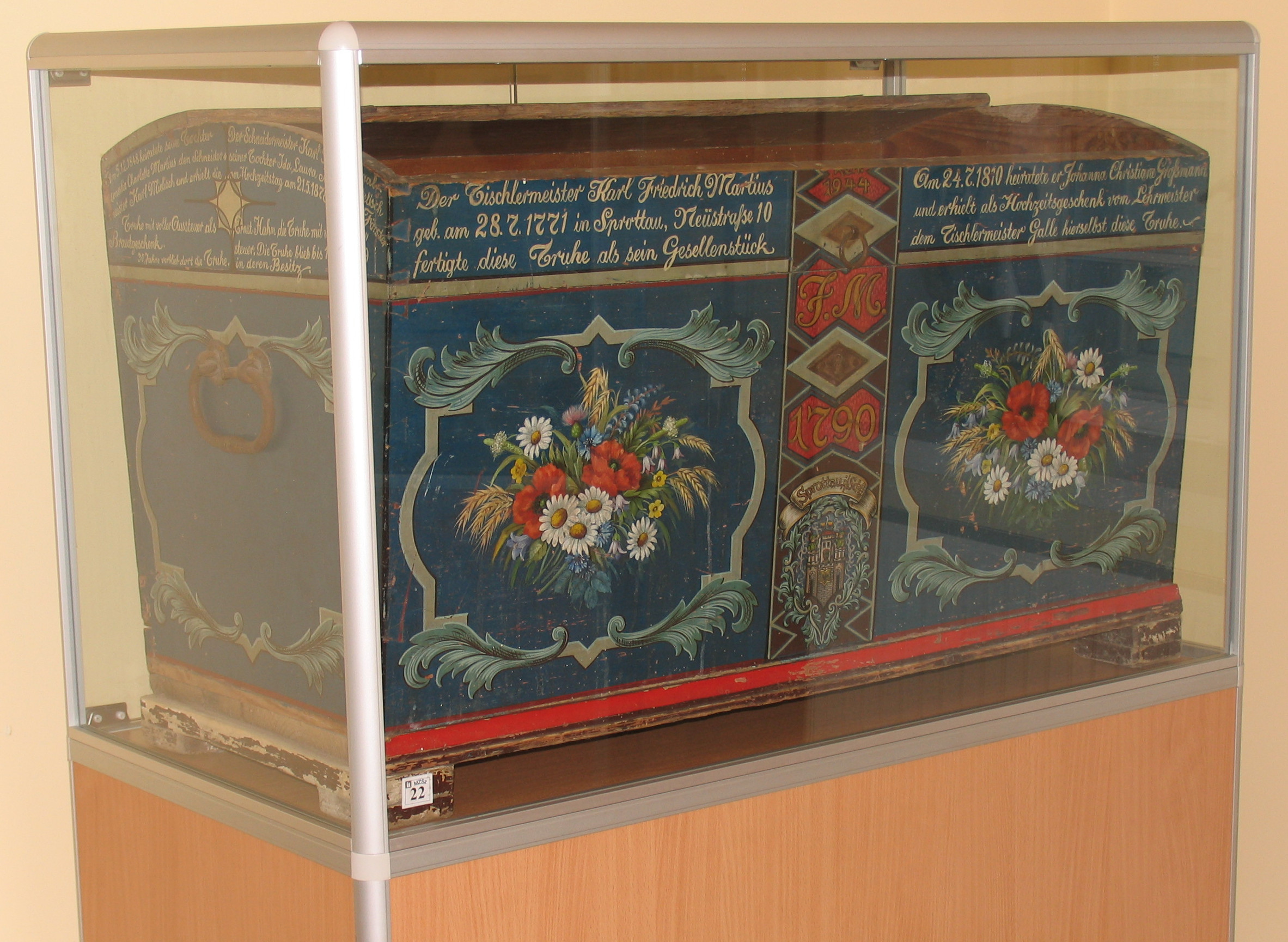
của hồi môn từ thế kỷ 18
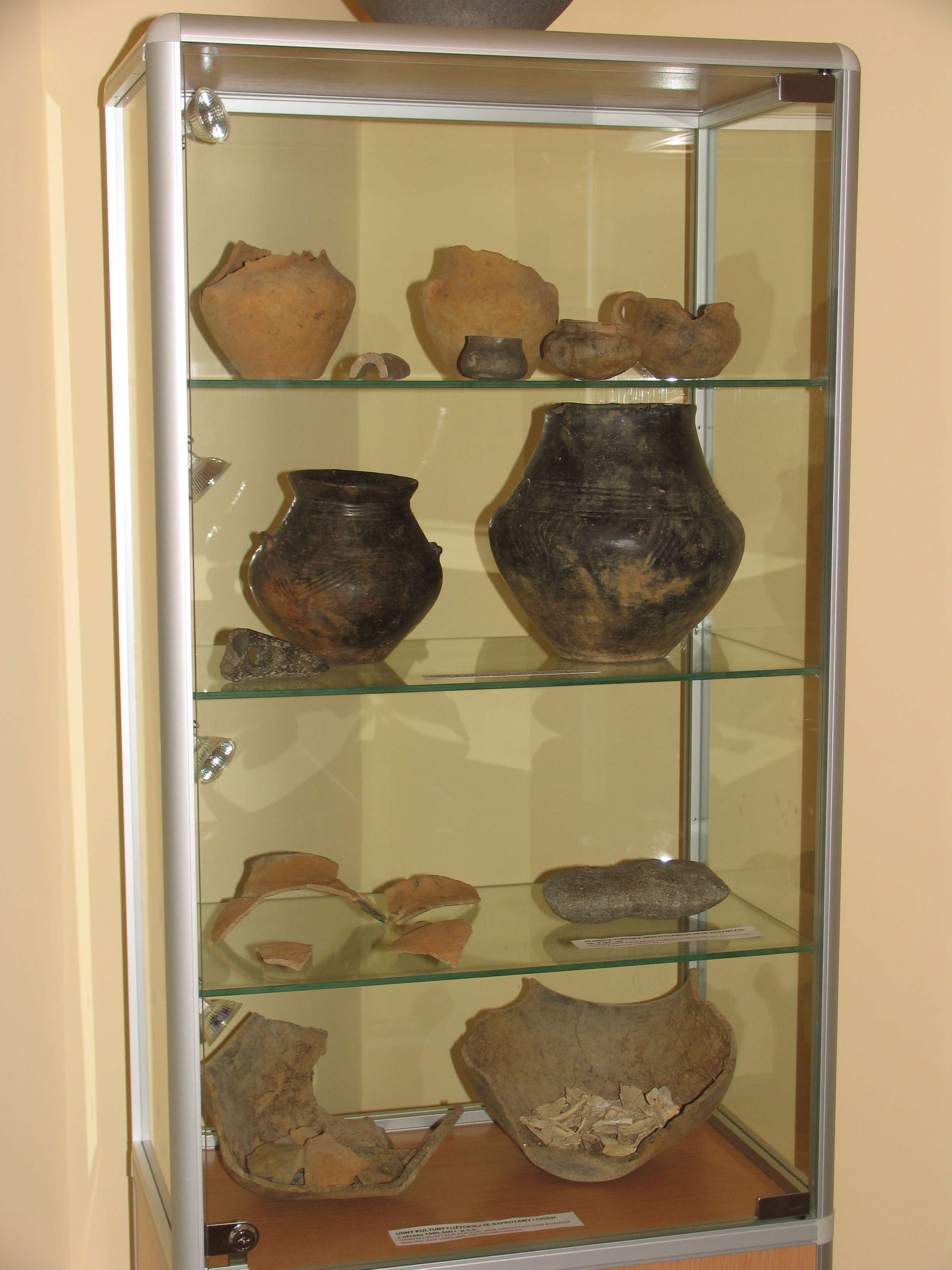
Đồ gốm cổ từ Szprotawa Land